# Mesosignum usheri
Mesosignum usheri är en kräftdjursart som beskrevs av Menzies1962. Mesosignum usheri ingår i släktet Mesosignum och familjen Mesosignidae.
Artens utbredningsområde är Mexikanska golfen. Inga underarter finns listade i Catalogue of Life.